# Ford Model T
«Ford Model T» («Форд Модель Т», також відомий, як «Бляшана Ліззі» (за популярним, того часу, ім'ям бігових коней), англ. Tin Lizzie) — автомобіль, що випускався «Ford Motor Company» з 1908 по 1927 роки. Зазвичай, він розглядається як перший доступний автомобіль, що вироблявся мільйонами екземплярів, який «посадив Америку на колеса». Це стало можливим, у тому числі, завдяки нововведенням Генрі Форда, таким як застосування складальної лінії замість індивідуальної ручної обробки, а також концепції виплати працівникам заробітної плати пропорційно вартості автомобіля. Перший автомобіль Model T побудований 27 вересня 1908 року на заводі Пікетт у Детройті, штат Мічиган.

## Загальна інформація
Всупереч загальній думці, Model T аж ніяк не був маленьким і примітивним автомобілем: незважаючи на дійсно максимально спрощену для масового виробництва конструкцію, за комфортністю, простором і устаткуванням він не поступався іншим автомобілям свого часу, а за розміром належав до сучасного середнього класу (колісна база 2540 мм). Саме від Ford T веде свій початок специфічна американська школа конструювання автомобілів. У Європі автомобілі, за розміром подібні до Ford T, сформували згодом лише невелику частину автопарку, в США ж цей клас й донині є основним. Автомобіль оснащений чотирициліндровим двигуном робочим об'ємом 2,9 л (2893 см3) та двоступеневою коробкою передач планетарного типу. До особливостей конструкції автомобіля також належали такі нововведення, як окрема головка блоку циліндрів і педальне перемикання передач.
Коли з'явилася «Модель Т», більшість автомобілів у США коштували від 1100 до 1700 доларів. Фордівський «Т» спочатку коштував усього 825—850 доларів, тобто майже наполовину дешевше середнього автомобіля і майже на третину нижче вартості найдешевшого в 1908—1910 роках. А для того часу 400 доларів різниці — величезні гроші. У середньому, працівник у США отримував тоді 100 доларів на місяць. У 1916—1917 роках було продано 785 432 машини за ціною, зниженою до 350 доларів.
Модель «Т» став ще й першим «всесвітнім» автомобілем, тобто він випускався паралельно в багатьох країнах світу. Зокрема, філії «Форда» були в Німеччині, Великій Британії, Франції, Австралії та інших країнах.
Усього було випущено 16 500 000 автомобілів «Ford Model T».

## Конструкція

### Органи керування

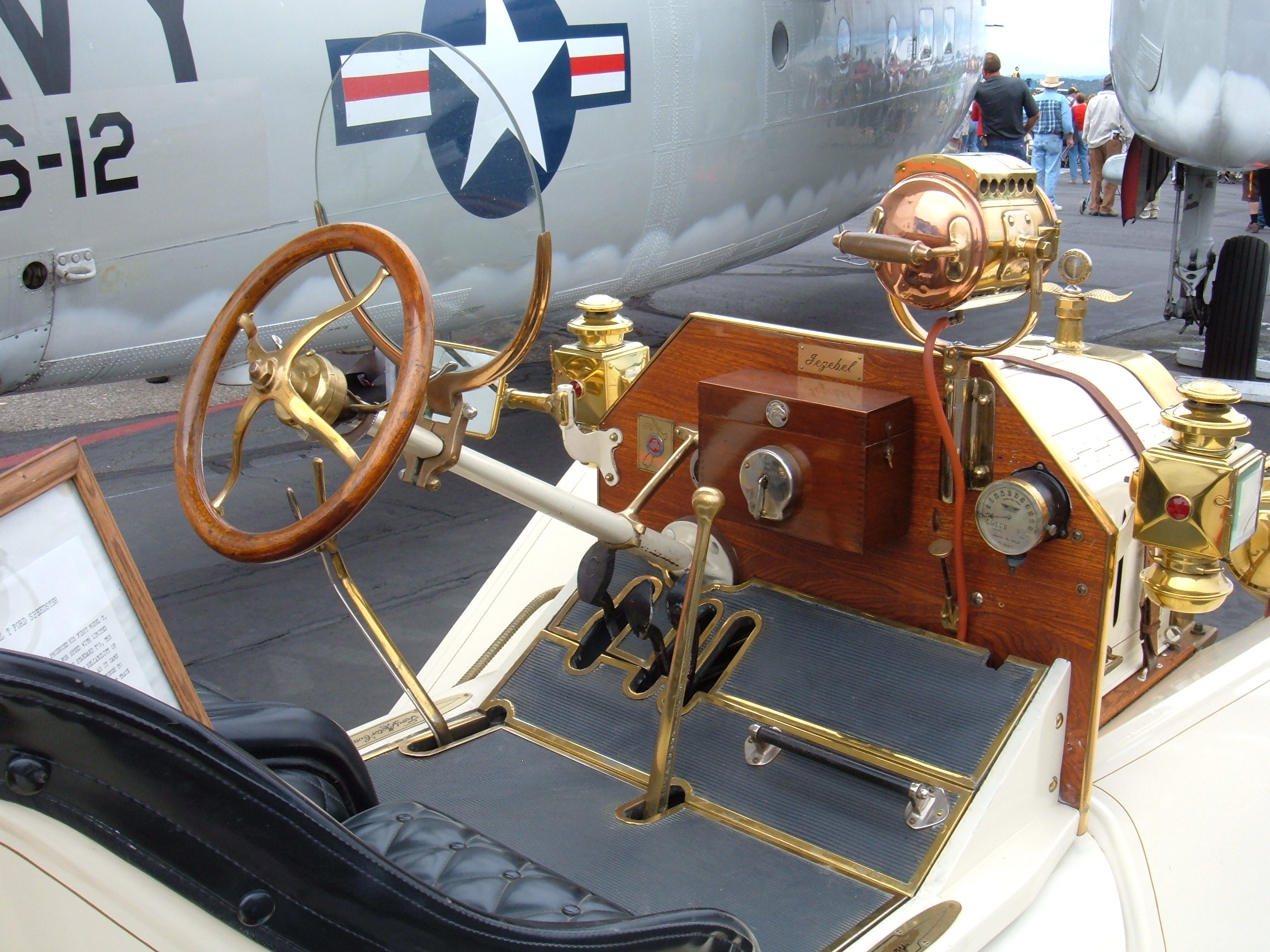
Робоче місце водія «Ford Model T»

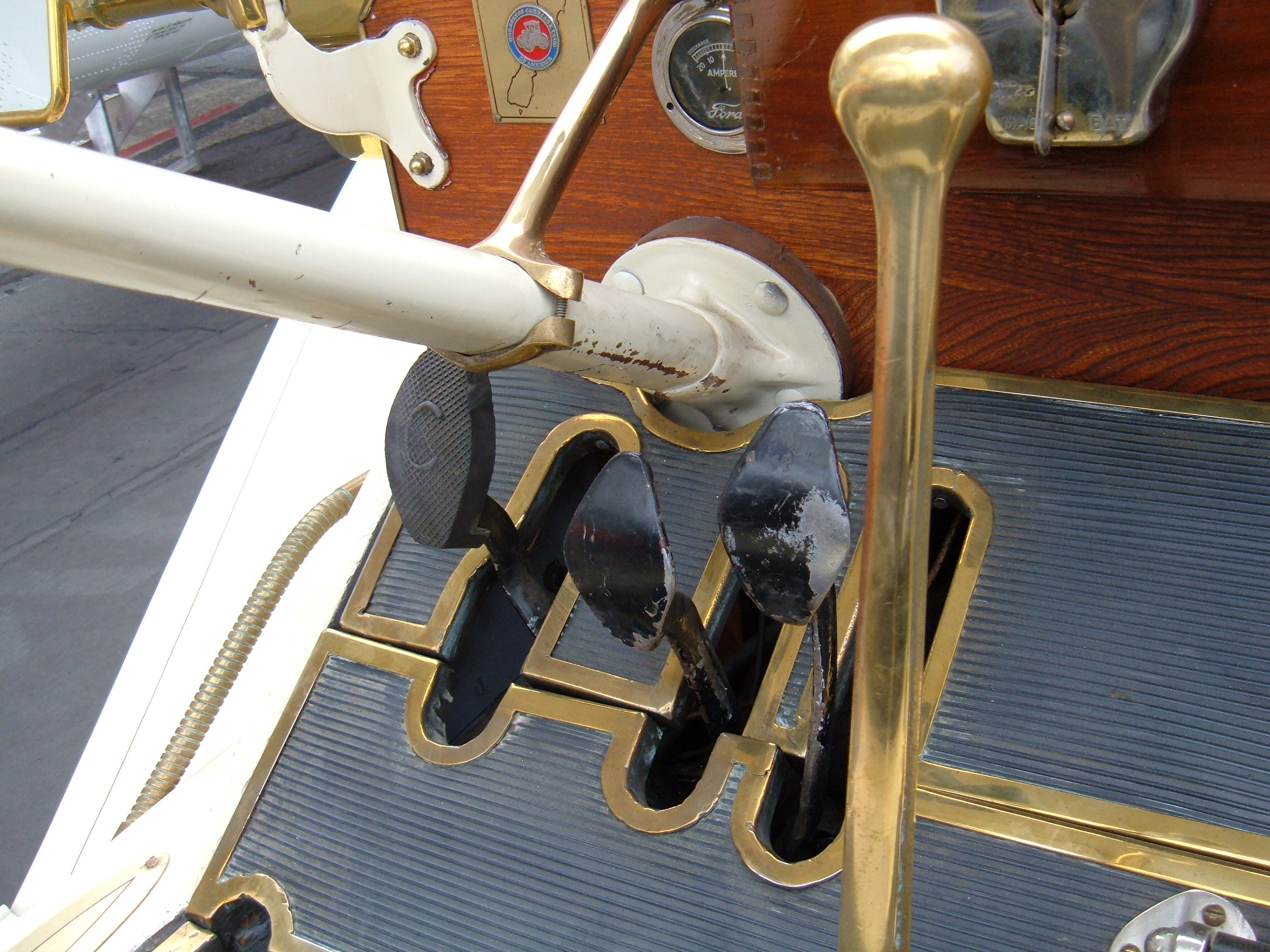
Педалі

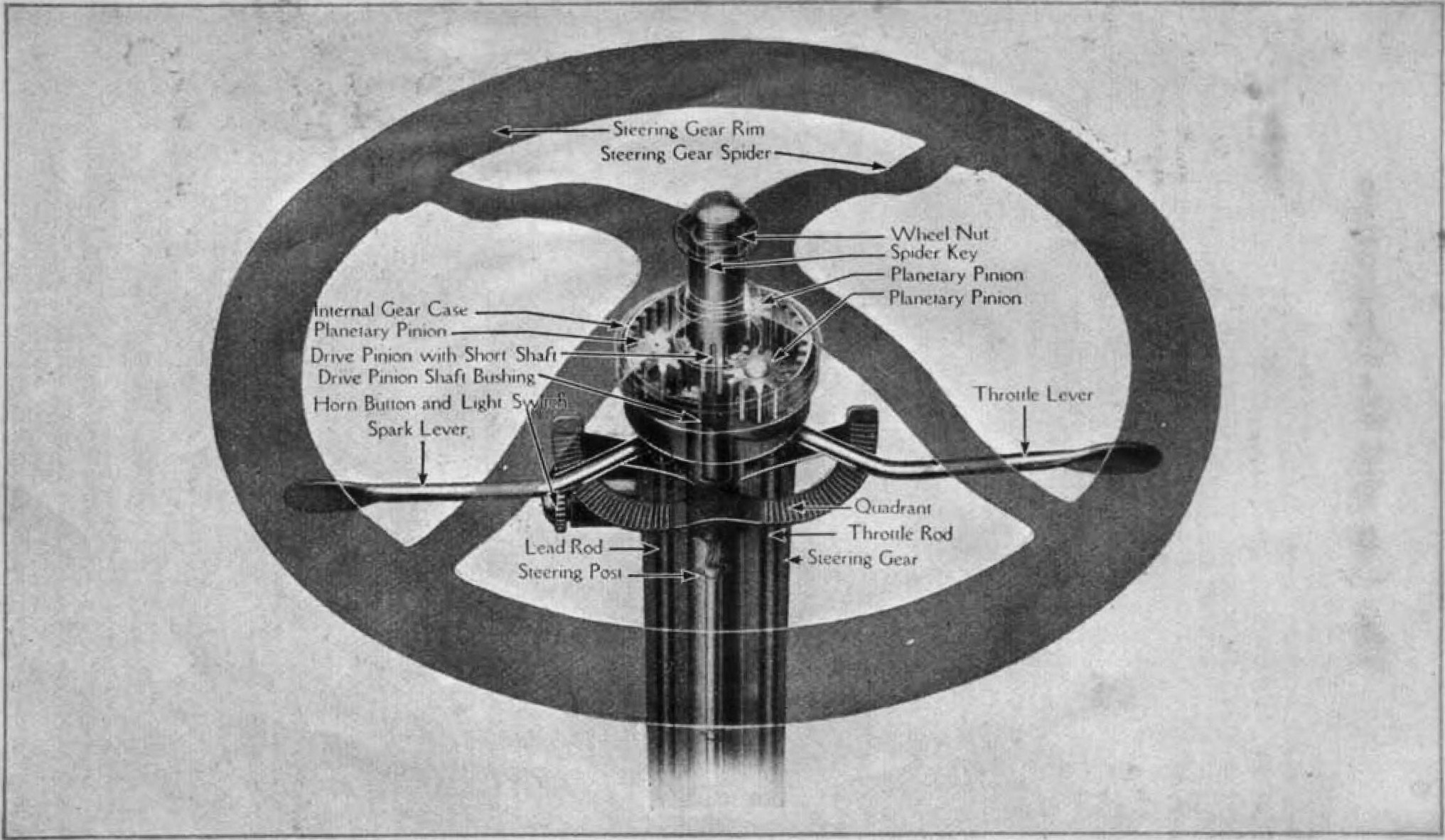
Важільці керування дросельною заслінкою та випередженням запалювання

Органи керування «Ford Model T» були абсолютно нестандартними навіть для свого часу — у деяких штатах для його водіння навіть було потрібне водійське посвідчення окремого зразка. Це було пов'язано з прийнятим Фордом підходом до проектування — конструкція автомобіля підганялася не під звички водіїв, а під технологію виробництва, диктуючи спосіб керування ним. При цьому, однак, керування «Ford Model T» було по-своєму зручним і при певних навичках не доставляло водієві дискомфорту, будучи в чомусь навіть простішим, ніж у звично влаштованих машин того часу.
Для керування «Фордом» моделі «Т» використовувались такі органи керування:
- Розташований посередині передньої панелі кузова ключ запалювання (ключ-перемикач в електротехнічному сенсі, а не сучасний замок запалювання).
- Розташовані на підлозі кабіни три ножні педалі, зліва направо: педаль муфти зчеплення; педаль заднього ходу; педаль гальма.
- Розташований біля лівої стінки кабіни (на автомобілях з лівим розташуванням керма) важіль ручного гальма;
- Встановлені на колонці керма ручні важелі — керування дросельною заслінкою («газ») праворуч і випередженням запалювання ліворуч.

Ключ запалювання мав три положення:
- Середнє: нейтральне положення (запалювання вимкнене);
- Крайнє ліве: запуск двигуна від акумуляторної батареї;
- Крайнє праве: заряджання акумуляторної батареї від магнето при працюючому двигуні.

Запуск двигуна спочатку здійснювався пусковою рукояткою, при ключі запалювання у лівому положенні — при прокручуванні колінчастого вала рукояткою магнето часто не видавало достатньої для запуску напруги, тому при пуску двигуна доводилося переключатися на батарею, яка, втім, до аж середини 1920-х років не входила в перелік стандартного оснащення автомобіля. Після 1919 року на більшій частині машин з'явився електричний стартер, який вмикався при лівому положенні ключа запалювання кнопкою, розташованою на підлозі під п'ятою правої ноги водія. Після запуску двигуна і виходу його на усталені оберти ключ необхідно було перемкнути у положення заряджання батареї. Пізні випуски «Ford Model T» мали спеціальний замок, що замикав ключ запалювання для запобігання не санкціонованому власником використанню автомобіля.
Важіль ручного гальма брав участь також і у перемиканні передач, він мав три положення:
- Крайнє заднє: стоянкове гальмо увімкнене (приблизно відповідає режиму «P» сучасної автоматичної коробки передач);
- Середнє: трансмісія у діапазоні першої передачі і заднього ходу (приблизно відповідає одночасно режимам «L» і «R» сучасної автоматичної коробки передач);
- Крайнє переднє: трансмісія у діапазоні першої і другої передач (приблизно є аналогом режиму «D» сучасної автоматичної коробки передач).

Педаль зчеплення керувала вмиканням і вимиканням передач, вона також мала три положення:
- Повністю натиснута: перша передача;
- Частково натиснута: «нейтраль» (її слід було «вловити» за відчуттям, приблизно посередині повного ходу педалі);
- Повністю відпущена: друга передача (при відповідному положенні важеля ручного гальма).

Отже, для того, щоб рушити з місця при заведеному двигуні, слід було або перевести важіль ручного гальма в середнє положення і повністю витиснути педаль зчеплення, або, утримуючи педаль натиснутою наполовину, перевести важіль ручного гальма у крайнє переднє положення, а потім — витиснути педаль повністю. Перший спосіб був зручний при паркуванні і маневруванні в обмеженому просторі, коли була необхідність змінювати напрямок руху автомобіля; другий — при звичайній їзді дорогою, коли було потрібно переходити з першої передачі на другу залежно від швидкості руху.
Для того, щоб у русі перейти на другу передачу, необхідно було додати газу і, при важелі ручного гальма у крайньому передньому положенні, повністю відпустити педаль зчеплення. Якщо під час руху на другій передачі виникала необхідність сповільнитися, водій міг, зменшивши газ, повністю витиснути педаль зчеплення, переходячи на першу передачу для використання гальмування двигуном, або наполовину, увімкнувши нейтраль, після чого автомобіль продовжував котитися за інерцією.
Педаль ножного гальма функціювала звичним способом, одночасно загальмовуючи задні колеса (передні колеса гальм не мали) та вихідний вал коробки передач. Задній хід вмикався при важелі ручного гальма у середньому положенні й натиснутій середній педалі.
Керування обертами двигуна здійснювалось правою рукою, на манер ручки керування двигуном у літаках, з фіксацією важеля в проміжних положеннях завдяки зубцям на спеціальному секторі. Через те, що автомобіль не був оснащений автоматичним регулятором кута випередження запалювання, водієві доводилося виконувати його роботу вручну, залежно від обертів і характеру роботи двигуна: на холостому ходу лівий важіль перебував у верхньому положенні, а під час набору обертів водій повинен був опускати його вниз, збільшуючи кут випередження запалювання і тим самим забезпечуючи безперебійну роботу мотора.

### Двигун

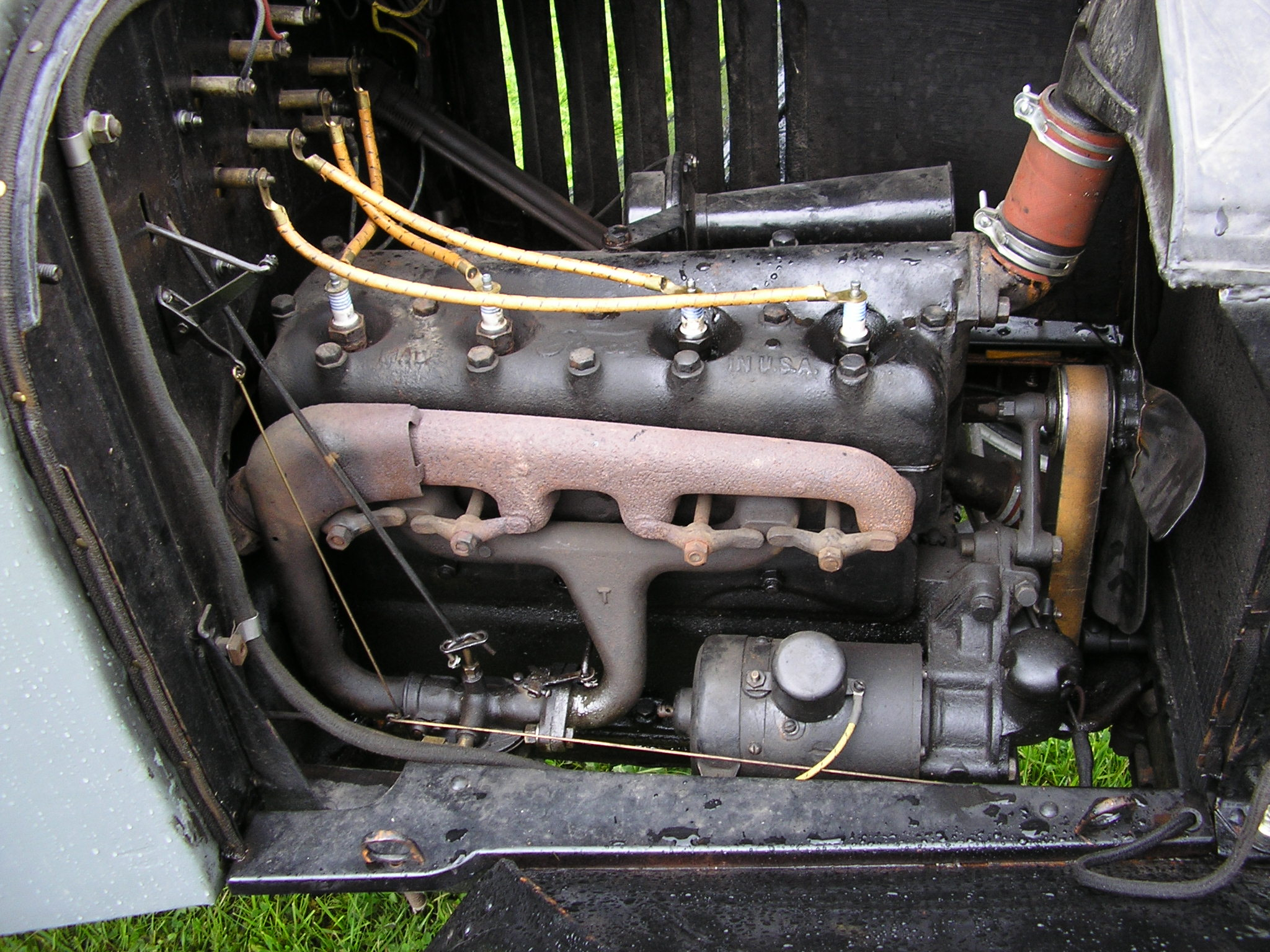
Двигун «Ford Model T» з робочим об'ємом 2,9 літра

Двигун «Ford Model T» — чотирициліндровий з робочим об'ємом 2893 см³ (177 кубічних дюймів). Потужність 20 к. с. (15 кВт), максимальна швидкість автомобіля 64—72 км/год (40—45 миль на годину). Блок циліндрів виготовлявся із суцільної виливки з чавуну, головка блока — знімна. Газорозподільний механізм — з нижнім розташуванням клапанів. Регулювання клапанного зазору штатно не передбачалась (у випадку серйозного порушення роботи іноді підпилювали або замінювали штовхачі).
Система охолодження — рідинна термосифонна, без водяного насоса, працювала за рахунок перепаду температур. Змащування усіх вузлів здійснювалася розбризкуванням, масляний насос був відсутній — масло забиралося прямо з картера черпаками на шатунах і розбризкувалося на підшипники колінчастого і розподільного валів, а до шестерень приводу розподільного вала подавалося під дією сили тяжіння через трубку, що йшла від маховика, також забезпеченого черпаками, які піднімали масло з картера і розбризкували його на шестерні коробки передач (двигун і коробка передач мали спільний масляний картер). Карбюратор — однокамерний, з висхідним потоком. Запалювання — електричне, від акумулятора (при запуску двигуна) або магнето.

### Трансмісія

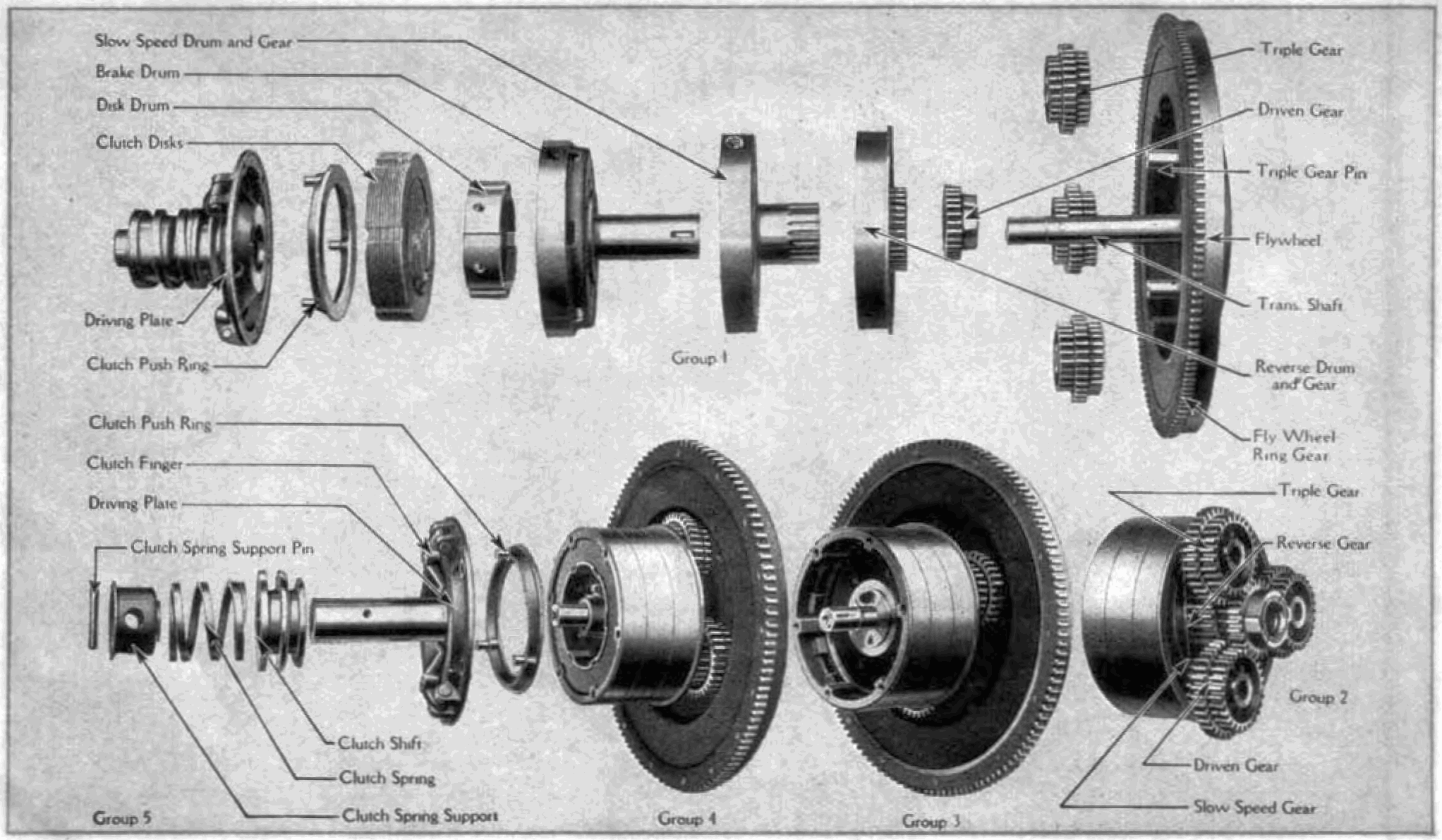
Деталі планетарної коробки передач «Ford Model T»

У коробці передач «Ford Model T» було застосовано планетарний механізм з керуванням за допомогою стрічкових гальм, що блокували окремі його елементи — принцип, що використовується у сучасних автоматичних коробках передач. Перемикання між першою і другою передачами, а також передачею заднього ходу, здійснювалося водієм за допомогою важеля ручного гальма і двох ножних педалей. Шестерні і вали були виконані із зносостійкої сталі, легованої ванадієм, як і багато інших відповідальних деталей автомобіля.
Муфта зчеплення — багатодискова, мокрого типу (пакет сталевих дисків у масляній ванні), розташовувалась на вихідному валу коробки передач і використовувалась лише для її роз'єднання із заднім мостом (у планетарної коробки передач не було справжньої «нейтралі», так що в іншому випадку автомобіль завжди б рухався при заведеному двигуні й відпущеному гальмі, як сучасна машина з автоматичною коробкою передач, а при спробі загальмувати до повної зупинки — двигун просто б заглох).
Карданна передача — закритого типу, з одним карданним шарніром і валом, поміщеним всередину упорної труби (англ. torque tube), що впиралася у бронзову кулю на коробці передач й передавала штовхальне зусилля від заднього моста.

### Рама і кузов

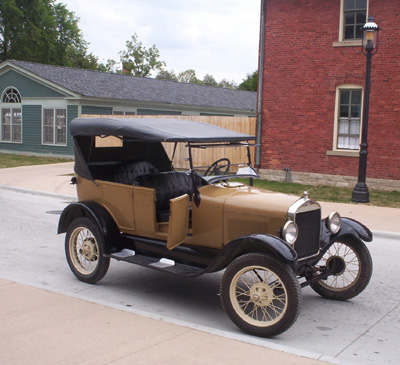
«Ford Model T» зразка 1927 року

Рама «Ford Model T» була простої конструкції й по суті складалась з двох, розташованих уздовж автомобіля швелерів, кінці яких з'єднувались вигнутими донизу штампованими поперечинами, що виконували також функцію кріплень поперечних ресор підвіски. Кузов встановлювався безпосередньо над рамою і мав дерев'яний каркас з обшивкою з листового металу.
Протягом тривалого виробництва автомобіля кузов не раз зазнавав змін, за якими можна виділити такі найзначиміші періоди:
- 1909—1914: капот у формі п'ятигранної призми з плоским верхом, плоский щит моторного відсіку без плавного переходу до капоту.
- 1915—1916: жалюзі на боковинах капота, опуклий щит моторного відсіку; причому форма останнього не збігалася з формою старого капота, через що між ними утворювалась сходинка.
- 1917—1923: капот зі скругленим верхом, що плавно переходив у щит моторного відсіку; найхарактерніший варіант «Ford T», на нього припала приблизно половина випуску моделі;
- 1923—1925: капот сучаснішої форми, вищий і ширший, що розширювався до задньої частини — із збереженням заокругленого переходу до кузова.
- 1926—1927: так званий «високий» капот, що переходив у кузов без заокруглення, як у майбутнього «Ford Model A».

### Ходова частина

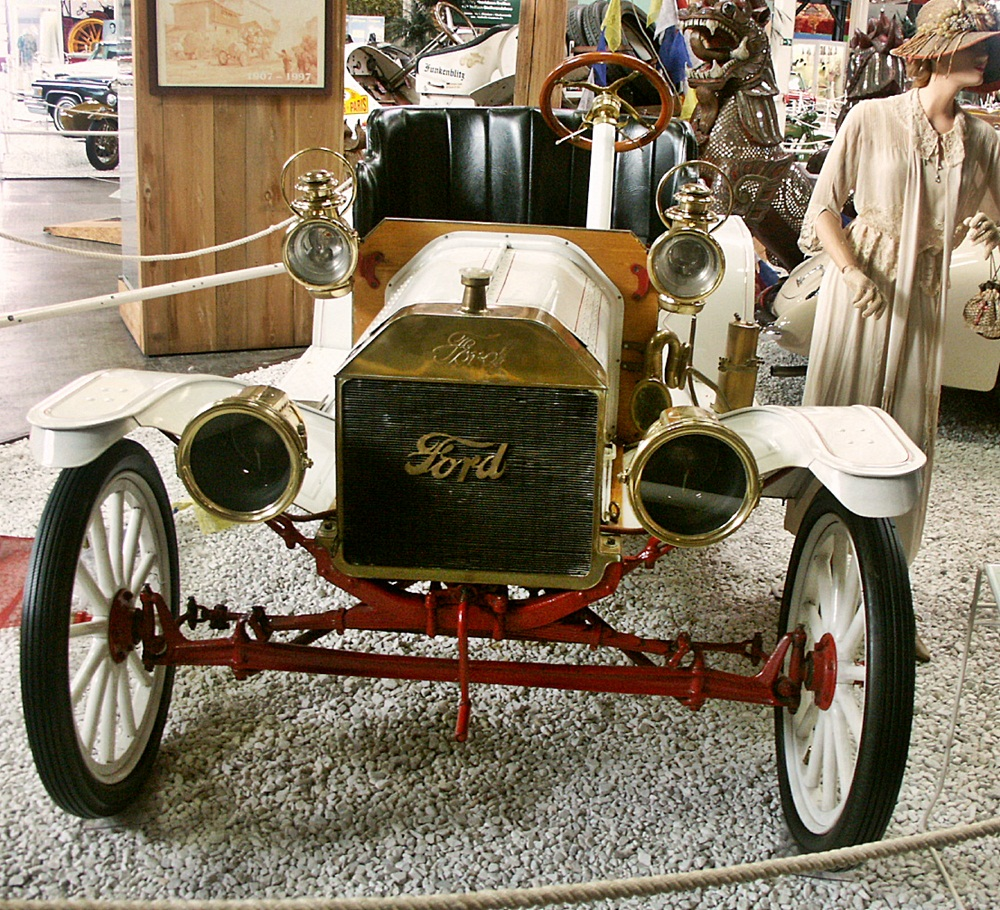
Передня підвіска «Ford Model T»

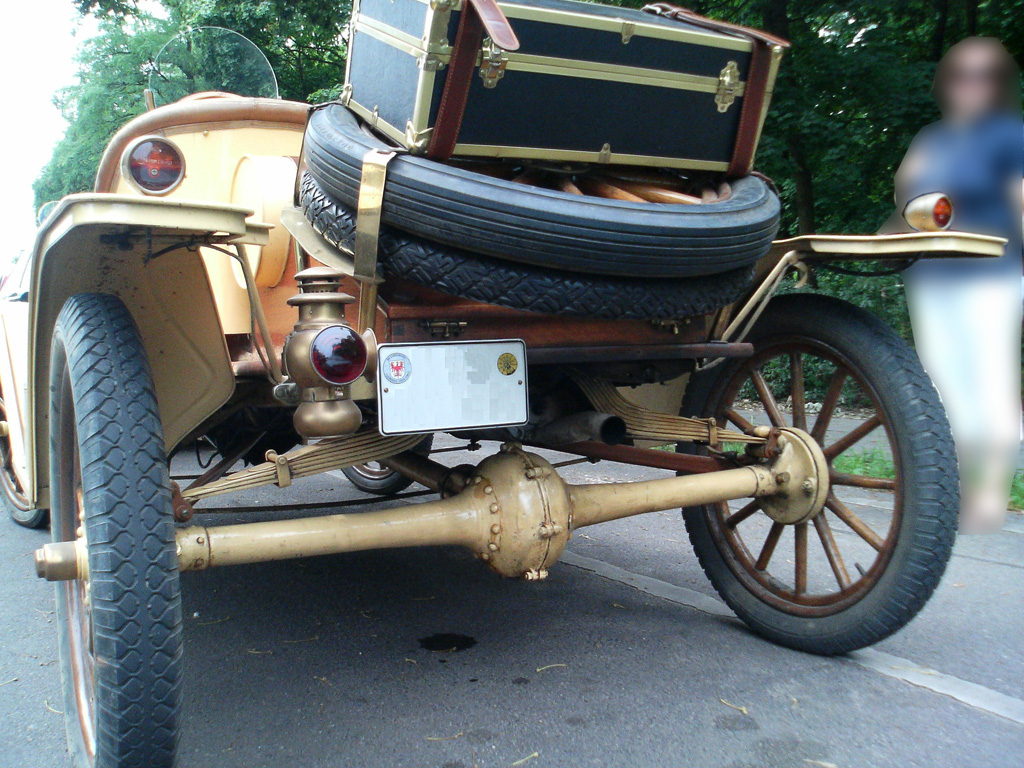
Задня підвіска «Ford Model T»

До поперечин рами кріпилися упоперек розташовані ресори передньої і задньої залежних підвісок: напівеліптичної форми спереду і у вигляді розтягнутої в ширину великої літери «Ω» — ззаду, для забезпечення вільного проходу редуктора заднього моста. Для запобігання зсуву мостів у поздовжньому напрямку під дією сил, що виникають при русі автомобіля, використовувалися прикріплені до мостів і уперті в картер трансмісії V-подібні поздовжні реактивні штанги, а також функцію реактивної тяги виконувала зовнішня труба закритої карданної передачі.
Кермування — із вбудованим у колонку керма планетарним редуктором. Робоче гальмо — барабанного типу, лише на задніх колесах, з механічним приводом. Колеса — спочатку з дерев'яними спицями, у подальшому — з металевими, нерозбірної та нерегульованої конструкції. До маточин вони кріпились нерознімним з'єднанням, через що для заміни шини її потрібно було демонтувати безпосередньо із встановленого на автомобілі колеса. На пізніших моделях з'явились знімні ободи коліс.